# Intel 80387

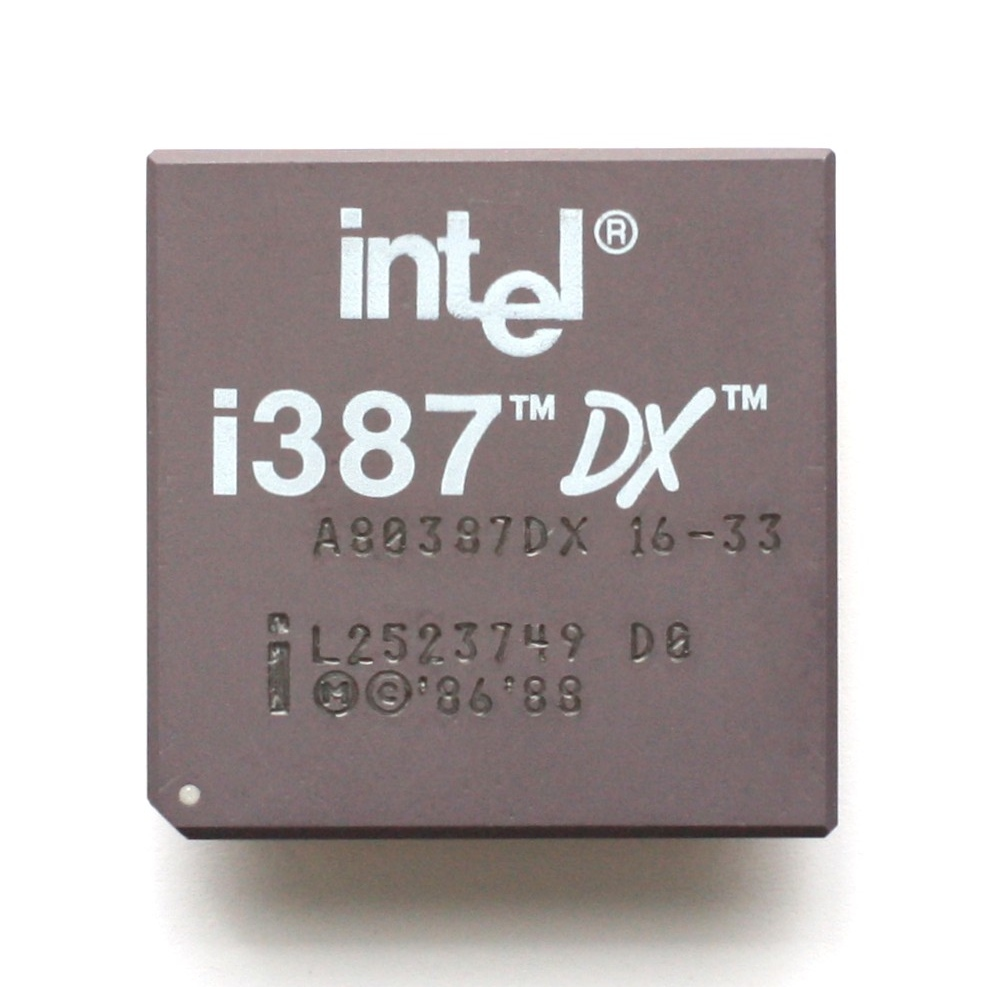
Un coprocesseur i387DX.

Le processeur Intel 80387 (387 ou i387) est un coprocesseur mathématique destiné aux ordinateurs équipés de processeurs Intel 80386 ou AMD 80386.
Il s'agit du premier coprocesseur Intel à mettre en œuvre la norme IEEE 754 dans tous ses détails. Le i387 est compatible uniquement avec le 80386 standard. Le i386SX a son propre coprocesseur, le Intel 80387SX, apte à fonctionner avec le bus de données plus étroit du SX. Le 80387 sort en 1987, deux ans après le 80386. Par rapport aux précédents coprocesseurs arithmétiques (80287 et 8087), il comporte plus d'instructions et fonctionne plus vite. Les 80387 incluent une couverture complète des fonctions trigonométriques, alors que les coprocesseurs de la gamme précédente sont limités à plus ou moins 45 degrés.

## Caractéristiques
Il existe plusieurs versions du coprocesseur dont les fréquences de fonctionnement vont de 16 MHz à 33 MHz.
- Brochage : 68 broches ;
- tension d'utilisation : 5 V ;
- dissipation thermique : 1,5 W.